# Bélesta, Pyrénées-Orientales
Bélesta (în catalană Bellestar de la Frontera) este o comună în departamentul Pyrénées-Orientales din sudul Franței. În 2009 avea o populație de 219 de locuitori.

## Evoluția populației
| An        | 1975 | 1982 | 1990 | 1999 | 2006 | 2009 |
| --------- | ---- | ---- | ---- | ---- | ---- | ---- |
| Populație | 262  | 247  | 223  | 215  | 214  | 219  |